# Бен Кабанго
Бен Кабанго (англ. Ben Cabango, нар. 30 травня 2000, Кардіфф) — валлійський футболіст, захисник англійського клубу «Свонсі Сіті» та національної збірної Уельсу.

## Клубна кар'єра
Бен Кабанго народився у 2000 році в Кардіффі в сім'ї ангольця та валлійки. Розпочав професійно займатися футболом у школі клубу «Ньюпорт Каунті», пізніше перейшов до футбольної школи валлійського клубу «Свонсі Сіті», який виступає у системі футбольних ліг Англії.
У 2018 році Бена Кабанго включили до основної команди клубу «Свонсі Сіті», утім відразу його віддали в оенду до клубу Прем'єр-ліги Уельсу «Нью-Сейнтс», в якій він провів один сезон, взявши участь у 16 матчах чемпіонату, виборовши у складі команди титул чемпіону Уельсу.
У 2019 році Кабанго повернувся до «Свонсі Сіті». Станом на кінець травня 2023 року відіграв у складі команди 132 матчі в першості.

## Виступи за збірні
Бен Кабанго з 2016 року грав у складі юнацької збірної Уельсу, у складі юнацьких збірних грав до 2019 року, загалом на юнацькому рівні взяв участь у 6 іграх. 2019 року залучався до складу молодіжної збірної Уельсу, на молодіжному рівні зіграв у 4 матчах.
3 вересня 2020 року Бен Кабанго дебютував у складі національної збірної Уельсу в матчі Ліги націй УЄФА проти збірної Фінляндії. Станом на кінець травня 2021 року відіграв у складі збірної 3 матчі. У кінці травня 2021 року Бена Кабанго включили до складу збірної Уельсу для участі в чемпіонаті Європи з футболу. У кінці 2022 року футболіста включили до складу збірної для участі в чемпіонаті світу 2022 року.

## Титули та досягнення
- Чемпіон Уельсу (1):

«Нью-Сейнтс»: 2018–2019